# Lola Dockhorn
Lola Dockhorn (* 1. September 1996 in München) ist eine deutsche Schauspielerin.

## Leben und Wirken
Dockhorn ist seit 2003 Mitglied der Theatergruppe des TheaterSpielhaus München. Im Herbst 2011 ging sie für ein Jahr in ein Internat nach Irland. Für ihre Rolle in dem Film Einer wie Bruno wurde sie für den Deutschen Schauspielerpreis 2013 als beste Nachwuchsschauspielerin nominiert.

## Filmographie
- 2008: Räuber Kneißl, Regie: Marcus H. Rosenmüller
- 2010: In aller Stille, TV, Regie: Rainer Kaufmann
- 2011: Einer wie Bruno, Regie: Anja Jacobs
- 2014: Nebenwege – Pilgern auf Bayrisch
- 2014: Sie heißt jetzt Lotte, Regie: Annekathrin Wetzel (Kurzfilm)
- 2014: SOKO Leipzig – Wahrheit ist ein scharfes Schwert, Regie: Robert Pejo
- 2016: Polizeiruf 110: Und vergib uns unsere Schuld, TV
- 2017, 2020: SOKO Kitzbühel – Into the Wild, Alleingelassen
- 2017: SOKO München – Späte Ruhe
- 2020: SOKO Leipzig – Geschwister
- 2020: Der Alte – Unvergessen